# Evanton
Evanton (Écossais: Baile Eòghainn) est une petite ville écossaise située dans la région des Ross, avec une population de 1105 habitants. Elle est située entre les fleuves Sgitheach et Allt Graad. La ville au sens propre du terme date de 1807. Il a été fondé par Evan Fraser de Balconie, un propriétaire foncier local.